# Павол Бирош
Павол Бирош, (чеш. Pavol Biroš; Прешов 1. април 1953 – 12. август 2020. Прешов) је био словачки фудбалер, чехословачки репрезентативац, носилац златне медаље са Европског првенства 1976. године. Студирао је право на Карловом универзитету и радио као судија.

## Каријера
У Чехословачкој лиги заиграо је 1972. за ФК Славија Праг. Највећи успјех са овим клубом било је треће мјесто у сезонама 1973/74, 1975/76 и 1976/77. Послије Славије играо је за ФК Локомотиву Кошице и ФК Тартан Прешов. Укупно је одиграо 214 првенствених утакмица и постигао је 1 гол. Учествовао је у Купу побједника купова одигравши 4 меча и у Купу УЕФА гдје је одиграо две утакмице. 
За репрезентацију Чехословачке наступао је од 1974. до 1977. године, одигравши 9 мечева. На Европском првенству у фудбалу 1976. у Југославији освојио је златну медаљу.

## Лигашки учинак
| Сезона                       | Утакмица | Голова | Клуб                 |
| ---------------------------- | -------- | ------ | -------------------- |
| 1. чехословачка лига 1972/73 | 15       | 0      | ФК Славија Праг      |
| 1. чехословачка лига 1973/74 | 24       | 0      | ФК Славија Праг      |
| 1. чехословачка лига 1974/75 | 29       | 0      | ФК Славија Праг      |
| 1. чехословачка лига 1975/76 | 27       | 1      | ФК Славија Праг      |
| 1. чехословачка лига 1976/77 | 24       | 0      | ФК Славија Праг      |
| 1. чехословачка лига 1977/78 | 10       | 0      | ФК Славија Праг      |
| 1. чехословачка лига 1978/79 | 6        | 0      | ФК Славија Праг      |
| 1. чехословачка лига 1978/79 | 15       | 0      | ФК Локомотива Кошице |
| 1. чехословачка лига 1979/80 | 27       | 0      | ФК Локомотива Кошице |
| 1. чехословачка лига 1982/83 | 14       | 0      | ФК Тартан Прешов     |
| 1. чехословачка лига 1983/84 | 22       | 0      | ФК Тартан Прешов     |
| 1. чехословачка лига 1984/85 | 1        | 0      | ФК Тартан Прешов     |
| УКУПНО                       | 214      | 1      |                      |